# Konrad KM-011
Chronologie des modèles
Aucun Aucun
La Konrad KM-011 est une voiture de course de catégorie sport-prototype de la génération dite des « Sports 3,5 L » de l'écurie autrichienne Konrad Motorsport qui a participé au Championnat du monde des voitures de sport de la FIA en 1991. C'est le premier et dernier Sport-prototype construit par l'écurie autrichienne.

## Développement
Au moment du développement de la KM-011, le Konrad Motorsport concourt avec une Porsche 962C en Championnat du monde des voitures de sport. Le Konrad Motorsport sait que, pour 1992, sa Porsche ne serait plus éligible à courir en championnat à la suite d'un changement de règlementation. Porsche n'ayant aucun plan pour suivre l'évolution de la réglementation, le Konrad Motorsport n'a comme option que de se fournir chez un autre fabricant de châssis ou de construire sa propre voiture. C'est ainsi que Franz Konrad, en s’associant avec Walter Wolf et en suivant ses conseils, se tourne vers Lamborghini, qui appartient alors à Chrysler, car il souhaite utiliser le moteur de Formule 1 de 3,5 litres atmosphérique que la société fournit à Ligier et au Modena Team. En effet, a l'époque, les réglementations en matière de moteurs de Formule 1 et du Championnat du monde des voitures de sport étaient les mêmes, ce qui permet ainsi aux motoristes de construire des moteurs pour les deux championnats. Alors, afin de permettre à Lamborghini de se lancer dans les voitures de sport après l'échec de la Countach QVX, ils ont accepté de fournir leur V12 3512.
Concernant la conception et la production du châssis, le Konrad Motorsport se rapproche de la société anglaise TC Prototypes, dirigée par John Thompson,, qui a à l’époque une grande expérience dans la modification de Porsche 962 pour des écuries tels que le Brun Motorsport, le Kremer Racing ou encore l'Obermaier Racing. C'est ainsi que l'ingénieur anglais Geoff Kingston, jeune ingénieur qui venait de rejoindre l'entreprise après être passé par des écuries tels que  TWR Jaguar, Spice Engineering et le TOM'S Toyota et les ingénieurs autrichiens Hannes Gruber et Gustav Brunner ont conçu la Konrad KM-011 en partant d'une feuille blanche. Le développement de celle-ci a fortement été affecté par le retrait financier de Walter Wolf car cela a poussé l'écurie à devoir faire beaucoup de choses par elle-même. Même si celle-ci ressemble à une Porsche 962 « mise à jour », elle n'a pas été inspirée par la célèbre voiture de Porsche. En fait c'est une voiture très différente dans de nombreux domaines. La Konrad KM-011 a ainsi des amortisseurs actionnés par des tiges de poussée, des culbuteurs et une barre anti-roulis « Watts Link ». Le refroidissement du moteur provient d'un radiateur monté à l'avant. Cette fonctionnalité est assez inhabituelle car elle comporte deux conduits de chaque côté du radiateur qui s'échappent dans la zone du pare-brise. Elle fonctionne avec une hauteur de pont arrière très faible, comme tous les voitures de la catégorie sport-prototype à l'époque. Et dernier point évident, le dessous de la voiture est très différent de la Porsche 962 en raison du au V12 Lamborghini qui a une architecture significativement différente Flat six Porsche. Malheureusement la voiture a passé seulement une journée dans un soufflerie ce qui est très faible par rapport à la Jaguar XJR-14 qui a elle passé une semaine par mois pendant neuf mois en soufflerie lors
son développement,,.
La voiture est chaussée de pneus Yokohama et serait principalement parrainée par Wärtsilä Diesel Group ainsi que Chrysler, en certaines occasions.